# San Blas (Madrid)
San Blas is een district in de Spaanse hoofdstad Madrid met 157.367 inwoners.

## Wijken
- Amposta
- Arcos
- Canillejas
- Hellín
- Rejas
- Rosas
- Salvador
- Simancas

Centro · Arganzuela · Retiro · Salamanca · Chamartín · Tetuán · Chamberí · Fuencarral-El Pardo · Moncloa-Aravaca · Latina · Carabanchel · Usera · Puente de Vallecas · Moratalaz · Ciudad Lineal · Hortaleza · Villaverde · Villa de Vallecas · Vicálvaro · San Blas · Barajas